# Mitsubishi Delica

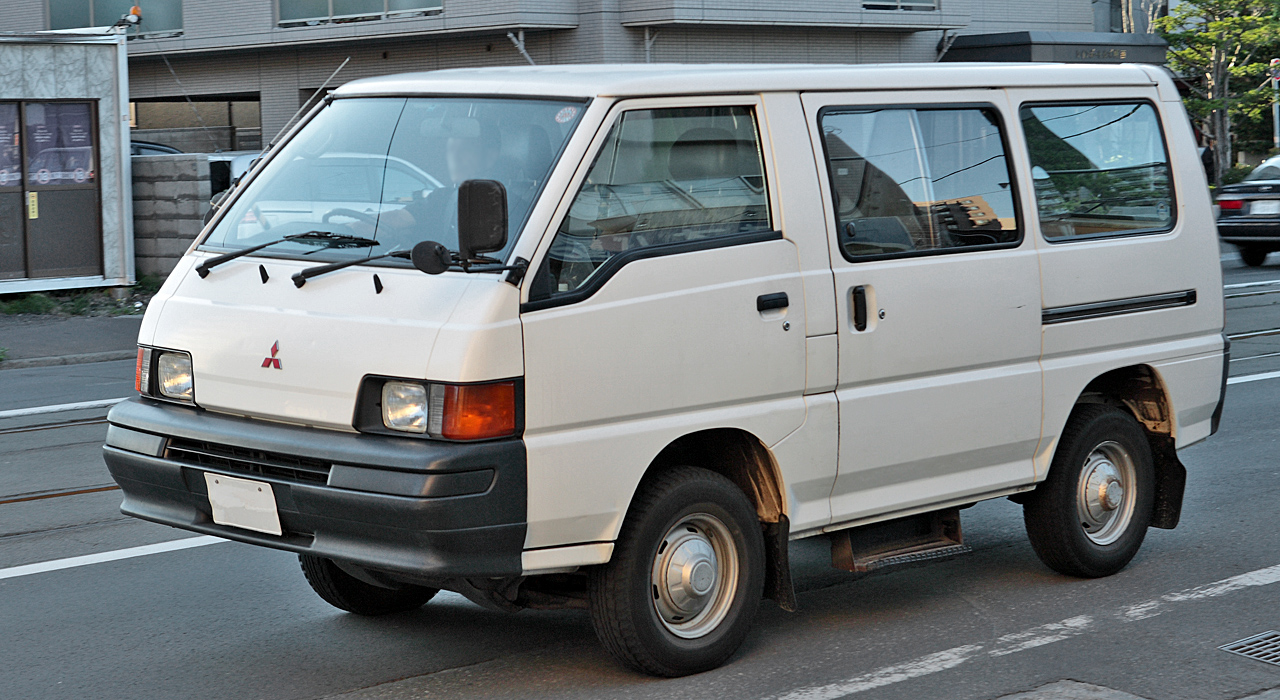
Mitsubishi Delica 3 generacji

Mitsubishi Delica – linia samochodów dostawczych, vanów dostępnych pod tą nazwą w Japonii. W Europie samochody te oferowane były jako:
- Mitsubishi L300
- Mitsubishi Space Gear (L400)